# L'Espoir (chanson)
Pour les articles homonymes, voir L'Espoir.
Pistes de L'Espoir
La Damnation
L'Espoir est une chanson emblématique de Léo Ferré, publiée début 1974 dans l'album du même nom et chantée pour la première fois sur la scène du Théâtre national de l'Opéra-Comique en février 1974.

## Historique
Ce morceau est la composition la plus récente de l'album, la seule qui soit véritablement inédite au moment de la parution du disque, puisque tous les titres de cet album, à l'exception de « Je t'aimais bien, tu sais » paru en 45 tours courant 1973, sont chantés par Léo Ferré sur scène depuis l'automne 1972 et durant l'année 1973 (voir albums Seul en scène et Sur la scène...).

## Forme
Ce crescendo épique aux images s'engendrant les unes les autres est un hommage aux origines espagnoles de la nouvelle femme de Léo Ferré, épousée en 1973. L'invocation finale à Manuel de Falla, compositeur espagnol emblématique, est à double-sens, Ferré associant cette figure symbolique à son propre fils, alors âgé de trois ans et dont il met le portrait sur la pochette de l'album.

## Enregistrement

### Musiciens
- Janine de Waleyne : voix

Les autres musiciens n'ont pas été identifiés à ce jour.

### Production
- Orchestration et direction musicale : Léo Ferré
- Prise de son : ?
- Production exécutive : Richard Marsan

## Réception et postérité
« L'Espoir » a été reprise en version flamenca par la chanteuse Sapho en 2006. En 2008, le chanteur Cali publie un album lui aussi intitulé L'Espoir, en hommage à l'album et à la chanson de Léo Ferré.